# Супергърл
Супергърл или Кара Зор-Ел е измислен персонаж, участващ в редица комикси на ДиСи Комикс. Създадена е от Ото Биндер и художника Ал Пластино. В комиксът като Супергърл участва Кара Зор-Ел - биологичната братовчедка на Супермен.